# لقمه‌ماهی آبی
لقمه‌ماهی آبی (نام علمی: Dasyatis chrysonota) نام یک گونه از تیره پوماهی است.